# Salomone
Salomone (in ebraico: שְׁלֹמֹה, moderno Šəlomo o Šlomo, antico Šəlōmōh; in arabo: سليمان Sulaymān; in greco: Σαλωμών o Σολομών; in latino: Salomon; Gerusalemme, 1011 a.C. circa – Gerusalemme, 931 a.C. circa) è stato, secondo la Bibbia, il terzo re d'Israele, successore e figlio di Davide.
Il suo regno è datato circa dal 970 al 930 a.C. e fu l'ultimo dei re del Regno unificato di Giuda e Israele. Secondo il racconto biblico era figlio di Davide e Betsabea, che era stata moglie di Uria l'Ittita. Gli succedette il figlio Roboamo, che Salomone aveva avuto dalla moglie ammonita Naama, ma solo sul regno di Giuda.
Il suo regno viene considerato dagli ebrei come un'età ideale, simile a quella del periodo augusteo a Roma. La sua saggezza, descritta nella Bibbia, è considerata proverbiale. Durante la sua reggenza venne costruito il tempio di Salomone, che divenne leggendario per le sue molteplici valenze simboliche. Particolari su vita, opere e saggezza di Salomone sono narrati anche nel Kebra Nagast (testo etiope redatto tra il IV e il VI secolo d.C., ma nella sua versione definitiva nel XII secolo). Venne ricordato per la sua sapienza e saggezza.

## Nel resoconto biblico

### Il regno

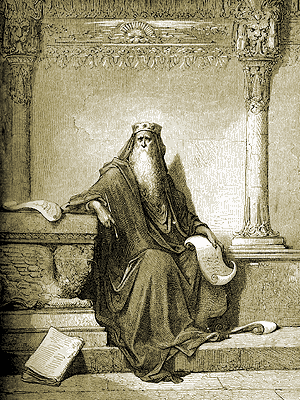
Salomone in un dipinto di Gustave Doré.

Di Salomone non esistono fonti documentali coeve, oltre ai libri dei Re e ai libri delle Cronache, e mentre alcuni studiosi ne sostengono la storicità, pur non concordando sulle dimensioni del suo regno, altri dubitano della sua esistenza storica. 
Del periodo precedente la sua incoronazione le scritture non dicono nulla di più.
Salomone divenne re per designazione divina (1Cr. 22,9), e la congiura di Adonia, suo fratellastro, accelerò solo i tempi. Il primo atto della reggenza di Salomone fu la messa a morte del fratello Adonia e di Ioab, generale di Davide, per la congiura; condannò a morte anche Shimei per essere venuto meno al giuramento di residenza a Gerusalemme dopo che gli era stata condonata la vita per aver offeso Davide. Importante fu anche la destituzione dalla carica di sommo sacerdote di Abiatar a favore di Sadoc.
Il punto di snodo del regno di Salomone fu la richiesta a Dio di dargli il discernimento tramite il dono della sapienza, necessario secondo lui per governare un popolo. Dopo questo fatto la sua potenza e ricchezza divennero leggendarie. L'argento di Re Salomone proveniva da Sardegna e Spagna, portato in oriente dalla flotta di Tartesso, ovvero l'Isola di Sardegna ("Thompson, C., and Skaggs, S. (2013) doi:10.11141/ia.35.6).
Il Libro della Sapienza, scritto in greco, porta il suo nome: Sapienza di Salomone.
Alla metà del X secolo a.C. iniziò la costruzione del tempio (1Re. 6,1) che terminò in circa sette anni (1Re. 6,38). Questo dato è importante per capire la grandezza di Salomone, poiché Erode impiegò ben quarantasei anni per ampliare il secondo tempio (Gv. 2,19), probabilmente senza riuscire a riportarlo allo stato originario.
Il Tempio di Salomone ha provocato numerosi dibattiti tra gli studiosi: gli studiosi di scuola minimalista (come Israel Finkelstein, Ze'ev Herzog e Thomas L. Thompson) ritengono infatti che il Tempio in realtà sarebbe stato edificato molto tempo dopo da re Giosia, che l'avrebbe retrodatato ai tempi di Salomone per motivi nazionalistici; a questa tesi si oppongono gli studiosi della scuola massimalista e "centrista" (come Amihai Mazar, Kenneth Kitchen, William G. Dever e Baruch Halpern), che ritengono che il Tempio sia stato effettivamente costruito da Salomone, nonostante i testi biblici contengano senza dubbio delle esagerazioni.
Ad esempio, le descrizioni bibliche del Tempio e del suo palazzo reale - dei quali, nonostante ripetute ricerche archeologiche, non sono state trovate tracce - sono incompatibili con il periodo salomonico e lo storico ed archeologo Mario Liverani sottolinea come "questi edifici, nelle dimensioni riportate dal testo biblico, superano di molto lo spazio disponibile nella piccola Gerusalemme che l'archeologia consente di assegnare al X secolo (cioè la sola «città di David»). Si tratta di progetti di età persiana, proiettati indietro al tempo di Salomone per conferir loro un valore fondante", e anche la Bibbia Edizioni Paoline evidenzia che "l'amplificata descrizione della fabbrica del tempio e del suo mobilio armonizza i dati del tempio di Salomone con quelli dell'epoca post-esilica".
Va comunque rilevato come le cifre indicate nella Bibbia, in riferimento a Salomone, siano a volte sproporzionate e in contraddizione tra loro e la sua figura, soprattutto nei Libri delle Cronache, venga spesso idealizzata. Anche "le entrate di Salomone sono descritte in termini favolosi" e le quantità d'oro riportate nel testo biblico del tutto inverosimili, mentre storicamente "non esiste neanche un singolo testo egiziano fra quelli noti che nomini David o Salomone per la loro ricchezza e la loro potenza".
Le storie dell'amore tra Salomone e la regina di Saba, Makeda, e della nascita del loro figlio primogenito, Menelik, sono narrate con ricchezza di particolari nel libro sacro Gloria dei Re, il libro della Gloria dei Re. Questo antico testo sostiene anche che «un tempo tutto il mondo fu composto da tre regni (…) guidati da tre Re, i tre figli di Salomone», e che ci fu un lungo periodo in cui «i Re di tutto il mondo discendevano dalla stirpe di Sem».

### La decadenza

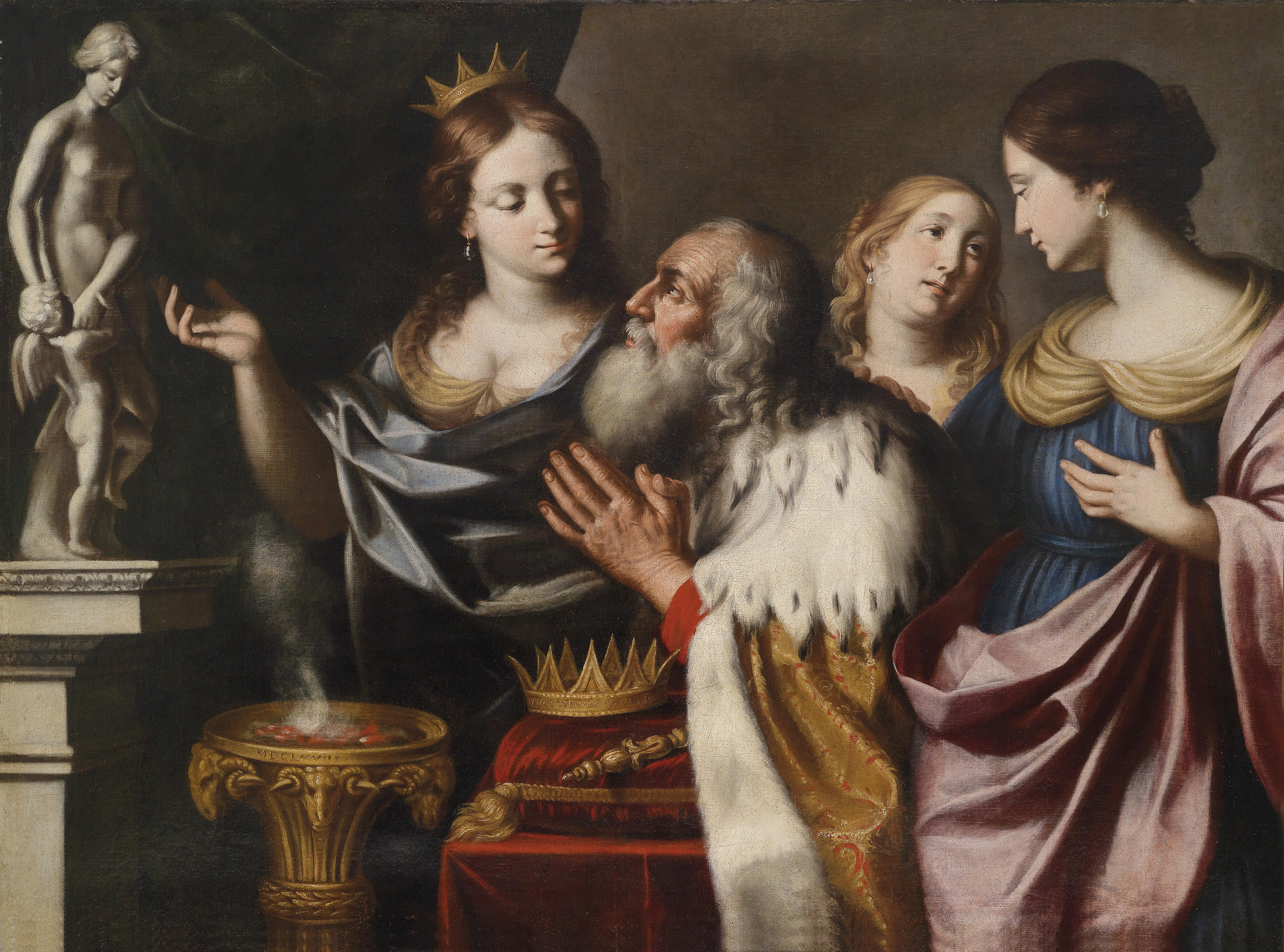
Salomone in tarda età portato all'idolatria dalle mogli, di Giovanni Venanzi di Pesaro.

Come ogni altro re di quel periodo, Salomone prese a circondarsi di mogli straniere (Moabite, Ammonite, Idumee, Sidonie, Ittite), sia per motivi politici (poteva così stringere alleanze coi popoli vicini) sia per dimostrare il proprio potere. Ma per questa via attuò anche una decadenza spirituale all'interno d'Israele, dato che ogni nuova moglie adorava diverse divinità e pure Salomone si lasciò corrompere dall'idolatria.
Oltre alla figlia del faraone, Salomone aveva settecento principesse per mogli e trecento concubine. Quando fu vecchio, le sue donne l'attirarono verso dèi stranieri. Seguì Astarte, divinità dei Sidoni, e Milcom, divinità degli Ammoniti. Fu allora che costruì, sul monte che sta di fronte a Gerusalemme, un alto luogo per Chemosh, la divinità di Moab, e per Moloch, la divinità dei figli di Ammon. Fece così per tutte le sue donne straniere, le quali offrivano profumi e sacrifici ai loro dèi. Il Signore gli era apparso due volte e gli aveva comandato di non seguire altri dèi, ma Salomone non osservò quanto gli aveva comandato.
Il fatto di aver infranto il primo e più importante dei Dieci comandamenti, quello che vieta l'idolatria, portò alla decisione divina di dividere il regno in due parti, ma solo dopo la morte di Salomone: una parte a Roboamo, discendente legittimo, che regnò sulle tribù di Giuda e Beniamino e l'altra parte a Geroboamo, che regnò su tutte le altre, creando il regno di Israele. Il profeta Achia di Silo, sdegnato, gli predisse questo scisma politico e religioso dopo la sua morte, ungendo re delle tribù del nord il suo generale Geroboamo. Salomone tentò di ucciderlo, ma lui si rifugiò in Egitto.
Secondo la tradizione ebraica, l'Arca Santa si trova invece ancora in uno dei meandri sotterranei del tempio di Gerusalemme: questi furono costruiti appositamente in previsione della futura distruzione del tempio.

### Il giudizio di Salomone

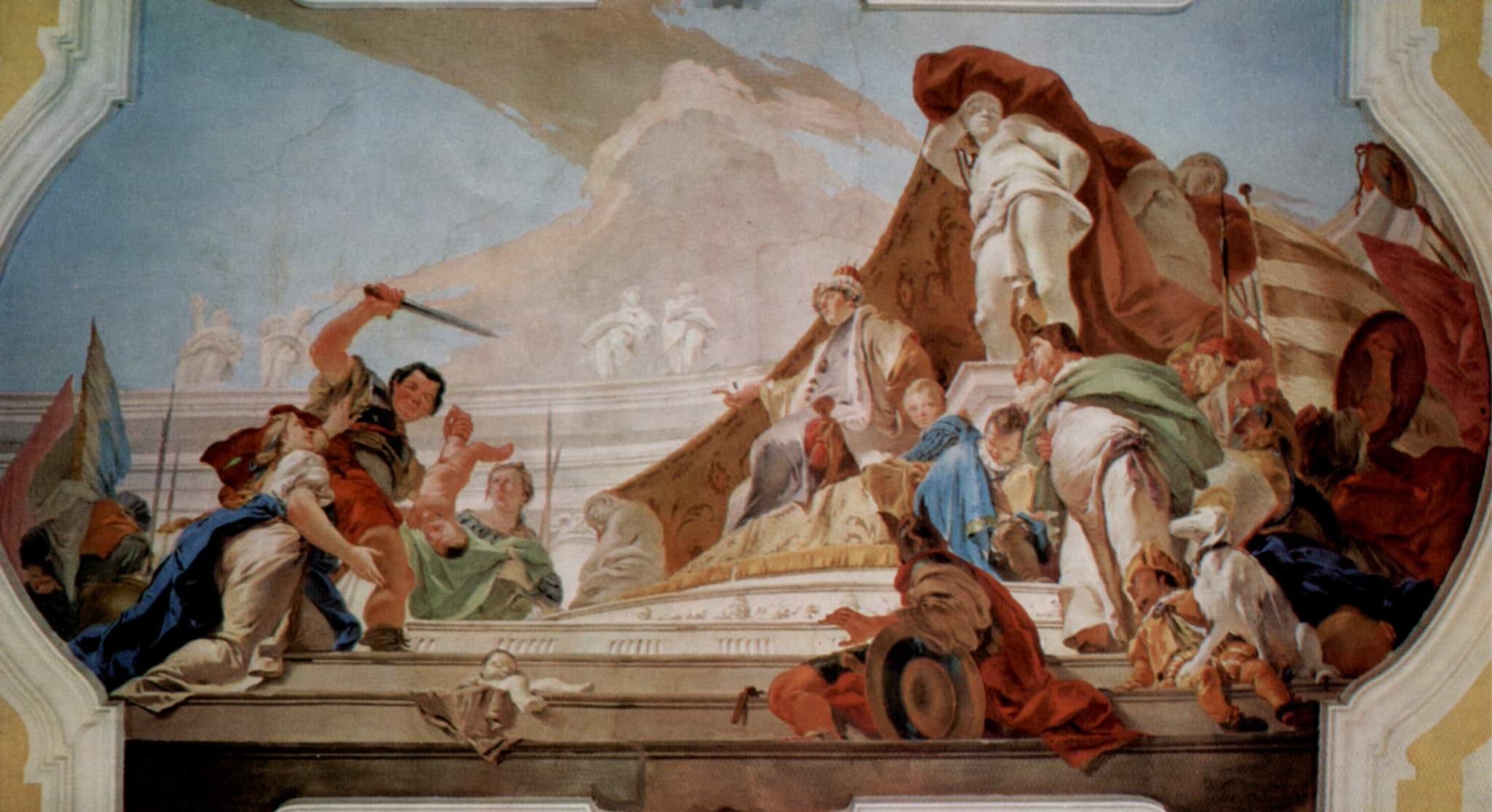
Il giudizio di Salomone, di Giambattista Tiepolo.

Il primo Libro dei Re dà un esempio significativo della sapienza di Salomone. Nel mondo antico era un fatto comune chiedere il giudizio del re, non esistendo la moderna suddivisione dei poteri: i regnanti, quindi, erano i giudici supremi a cui venivano sottoposti i casi più difficili. E quello sottoposto al re d'Israele sembrava irrisolvibile.
Due donne si presentarono da Salomone: ciascuna aveva partorito un figlio a pochi giorni di distanza l'uno dall'altro ed entrambe dormivano nella stessa casa. Una notte accadde che uno dei due bambini morì e sua madre, secondo l'accusa, aveva scambiato il figlio morto con quello vivo dell'altra donna mentre questa dormiva. Salomone, dopo aver ascoltato le due donne sostenere più volte le loro tesi, fece portare una spada e ordinò che il bambino vivente fosse tagliato a metà per darne una parte a ciascuna di esse.

Allora la vera madre lo supplicò di consegnare il bimbo all'altra donna, pur di salvarlo. Salomone capì così che quella era la vera madre e le restituì il bambino. Fu così reso noto a tutti che Salomone era veramente un re buono, santo, di fede e Zaddiq.

## La fama

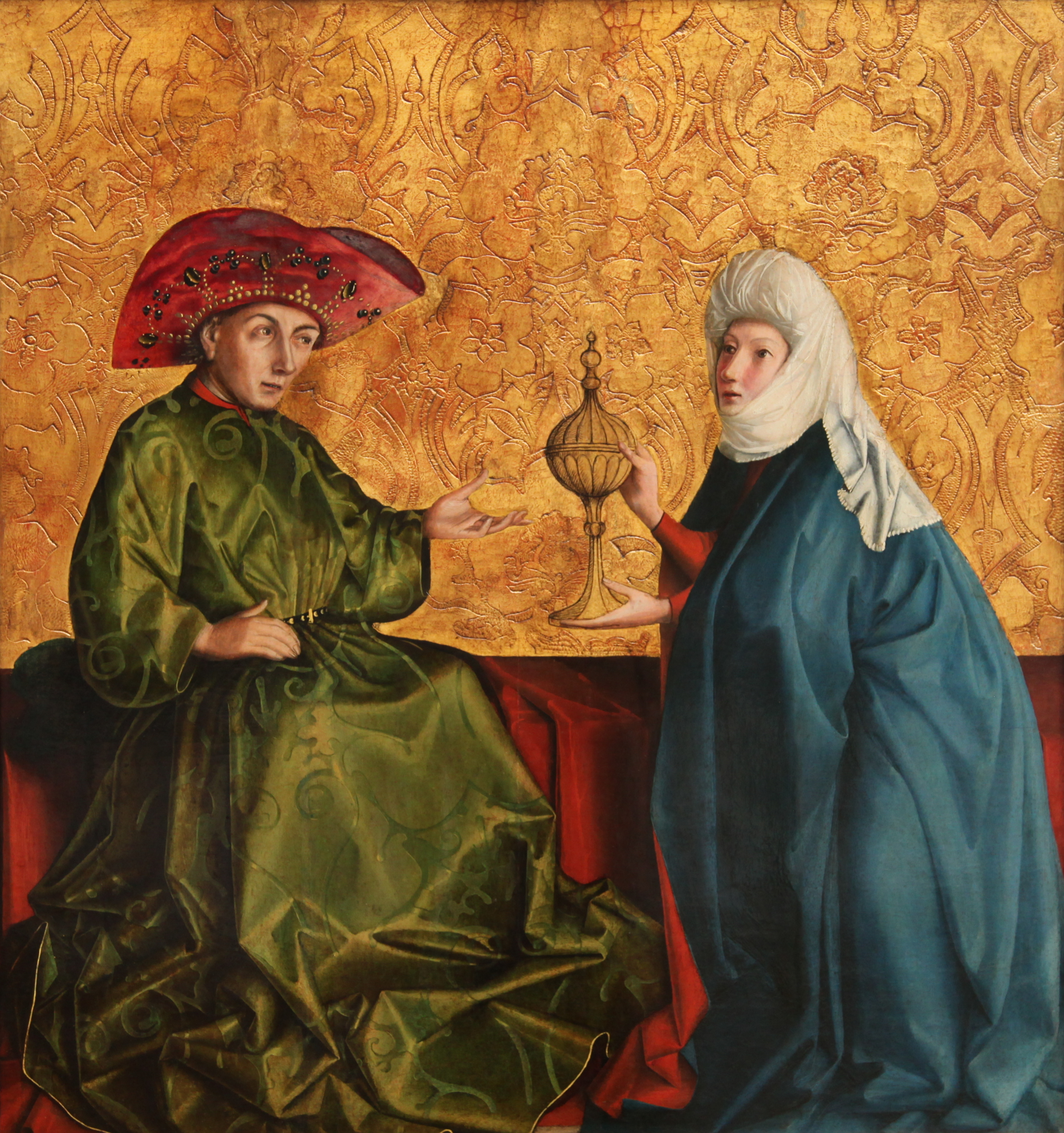
Salomone e la regina di Saba, di Konrad Witz (1434-35).

La saggezza, la ricchezza e la grandezza del regno di Salomone, secondo la Bibbia, divennero leggendarie. Attualmente, l'archeologia, inclusa quella israeliana, molto attiva nel campo dell'archeologia biblica, ridimensiona - anche supponendo l'esistenza di re Salomone, cosa che solleva molti dubbi tra gli storici - la grandezza di tale regno e i fasti descritti per Gerusalemme: dall'inizio del XXI secolo, Gerusalemme "è stata scavata come mai prima di allora. Tuttavia, come concorderebbe la stragrande maggioranza degli archeologi [...], la capitale di un regno unificato di Davide e Salomone non è stata trovata" e, in merito alle miniere di Salomone - che furono associate, dagli anni Trenta, all'area della valle del Timna - "nessun archeologo serio oggi pensa che se anche fosse esistito re Salomone, il suo dominio arrivasse fino a Timna nel sud".
Le notizie su Salomone, secondo il testo biblico, si diffusero in Oriente, tanto che molti "potenti" di allora vollero metterlo alla prova, facendogli visita e portandogli doni. Nella Bibbia ci viene proposto l'incontro con la regina di Sheba (o Saba), molto probabilmente dell'antico regno sabeo, nella zona dell'attuale Etiopia, la cui mitica ricchezza era ben nota alla cultura biblica, che dei Sabei parla nel "Libro dei Popoli". Il libro sacro dell'Etiopia intitolato Kebra Nagast narra dettagliatamente del loro incontro, del loro figlio Menyelek (o Menelik) e dello spostamento dell'Arca dell'Alleanza: secondo la tradizione etiope, seguendo la linea monarchica di discendenza diretta, il duecentoventicinquesimo erede del trono di Salomone è Ras Tafari Makonnen, il negus, ultimo Re dei Re, incoronato Imperatore il 2 novembre 1930 col nome di Haile Selassie I, letteralmente Potere della Santa Trinità. Per questa ragione il re Salomone è tenuto in particolare considerazione anche dai credenti della livity (filosofia di vita) rastafari.
La visita della regina di Saba a Salomone, secondo gli studiosi del Nuovo Grande Commentario Biblico, è "una leggenda popolare, ma può avere un nocciolo storico in una visita da parte di una delegazione commerciale araba"; secondo il racconto biblico, tra i doni che la regina portò a Salomone vi furono centoventi talenti d'oro, ovvero ben oltre le due tonnellate di oro, una quantità inverosimile.

## Salomone autore biblico

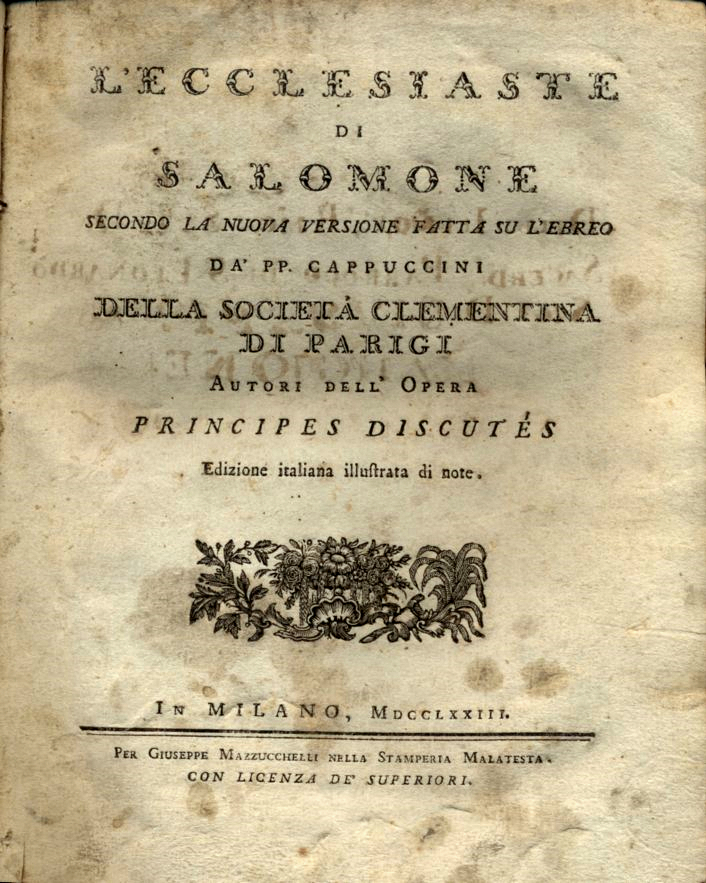
L'ecclesiaste di Salomone - Collezione Francesco Paolo Frontini.

A Salomone vengono attribuiti due salmi, la maggior parte del libro dei Proverbi e due libri del canone. Attualmente, comunque, anche la più autorevole esegesi cristiana riconosce come a Salomone non si possano attribuire libri biblici. Gli esegeti del Nuovo Grande Commentario Biblico ritengono, infatti, che "c'è un ampio accordo tra gli studiosi sul fatto che il contesto della composizione della letteratura sapienziale non vada collocato durante la vita di Salomone. La sua grande fama di saggio è senza alcun dubbio la ragione della sua «paternità» di tre libri sapienziali, ma nessuno dei tre [Proverbi, Qoelèt, Sapienza] può a buon diritto reclamarlo come autore [...] Non c'è dubbio: l'attribuzione di questi libri a Salomone serviva ad accrescere la loro autorità"; anche gli studiosi dell'interconfessionale Bibbia TOB sottolineano come per il Cantico dei Cantici "l'autore non è certamente Salomone: come è accaduto per Proverbi, Qoelèt, Sapienza, il Cantico gli è stato attribuito" e quelli della Bibbia (Edizioni Paoline) - concordemente agli esegeti dell'École biblique et archéologique française (i curatori della Bibbia di Gerusalemme) - evidenziano che nel Cantico dei Cantici "l'attribuzione a Salomone è quindi fittizia (come in Qohèlet e Sapienza) ed è indice che il redattore ha inteso collocare il suo libro nell'alveo della corrente sapienzale, di cui Salomone era l'alto patrono".
Anche la paternità dei due salmi 72 e 127 non sembra attribuibile a Salomone: nei Salmi - il cui testo ci è, peraltro, giunto con numerosi casi di corruzione testuale - l'attribuzione nel titolo del salmo è spesso un'aggiunta successiva, che oltretutto non intendeva forse neppure riferirsi all'autore.

Le opere a cui ci si riferisce sono:
- l'Ecclesiaste o Qoelet - Fu l'ultimo libro scritto da Salomone, il quale lo scrisse nella vecchiaia.
- il Cantico dei Cantici - Un insieme di piccoli poemi
- i Proverbi - Un insieme di detti di Salomone
  - Pr 1-22,16;
  - Pr 25-29, probabilmente raccolti al tempo del re Ezechia;
- Salmi dal 72 a 127
- Sapienza - Libro scritto nel I secolo a.C. in lingua semitica, per poi essere tradotto in greco.

## Salomone mago ed esorcista
In un periodo imprecisato il re Salomone viene considerato un medium e un esorcista: un'opera importante che ci dà testimonianza di ciò è il testamento di Salomone, in cui si narra come il re eserciti il suo potere magico sui demoni per costringerli a costruire il tempio di Gerusalemme..

Al re d'Israele è stata attribuita la stesura della Chiave di Salomone, contenente preghiere ebraiche rivolte a Dio.

### La scienza al tempo di re Salomone
È stato ipotizzato che già al suo tempo fosse conosciuto il valore del π, noto ai Babilonesi del XX secolo a.C. e poi impiegato dagli Egizi nel XVII secolo, entrambi popoli confinanti coi primi israeliti vissuti nella Mezzaluna Fertile.

Al pi greco fu attribuito un potere magico-spirituale anche nei secoli successivi, le cui proprietà furono codificate dalla geometria sacra dei pitagorici nel VI secolo.
Ciò sarebbe attestato nel:
- Mishnah, Ohalot 12:6, sezione riservata alle impurità rituali, in cui viene affermato che un quadrato circoscritto ad una circonferenza ha una lunghezza maggiore di un quarto rispetto ad essa;
- in 1 Re 7:23[34]: per il passaggio finale "all'incirca una linea di trenta cubiti gli girava intorno"[35] che suggerirebbe la tendenza a rapportare il quadrato al cerchio inscritto[Nota 15];
- nel Mishnat ha-Middot[36].

### Salomone raffigurato su amuleti
Tale ruolo magico di Salomone ricompare in una serie di amuleti, in pietra o metallo, con diverse rappresentazioni, accomunati dalla presenza di Salomone a cavallo (identificato solitamente dall'iscrizione) mentre trafigge un demone dalle fattezze femminili.

## Salomone nell'Islam
Salomone (in arabo سليمان‎?, Sulayman) è citato cinque volte nel Corano (2:102; 21:81-82; 27:15-45; 34:11-13 38:30-34) come profeta saggio ed in possesso della conoscenza di molteplici scienze tradizionali. A questo re sono inoltre legate numerose storie riportate da commentatori coranici antichi e da storici musulmani riguardo al suo rapporto con i jinn, che si dice fossero totalmente al suo servizio.
Importante episodio coranico legato (Cor. 27:15-45) alla figura di Salomone è la storia (presente nella Bibbia) del suo incontro con Bilqis, la regina di Saba, episodio narrato nel libro sacro della Gloria dei Re, ovvero il Kebra Nagast.
Salomone è anche ricordato come grande costruttore di edifici, strade e canalizzazioni. A tale proposito lo storico omanita al-‘Awtabi (secoli XI-XII) attribuisce a Salomone e ai suoi jinn lo scavo e la costruzione di 1000 canali, (in arabo ﻗﻨﺎﺕ , ﻗﻨﺎة‎?, qanāt) che costituiscono l'antico sistema irriguo ancora oggi in funzione in gran parte dell'Oman.
Cor 34:11-13 si riferisce al dono divino ricevuto da Salomone di essere trasportato dal vento a una velocità che aveva del miracoloso, peculiarità ripresa da alcuni storici arabi fra cui si può ricordare Ṭabarī, che parla di un viaggio fra la Siria e Istakhr, in Iran, e al-‘Awtabi che parla di un viaggio fra Istakhr e Gerusalemme durante il quale sorvolò l'Oman dove vide a Salut, sito posto nella zona di Nizwa, un palazzo che sembrava appena terminato e abitato da un'aquila la quale, interrogata dal profeta, riferì di essere arrivata in quel luogo 800 anni prima e di avervi trovato già il palazzo disabitato ma in ottimo stato.

## Frasi famose
- «Nel molto parlare non manca la colpa, chi frena le labbra è prudente».[37]
- «Il buon nome vale più di grandi ricchezze; la stima, più che l'oro e l'argento».[38]

## Esegesi ebraica
- Nel testo "Il Midrash racconta. Libro Bemidbar. Parte I" si riporta:

Shelomò è in realtà re Salomone.
Si racconta che re Salomone aveva incatenato il re degli shedim Eshmade con una collana sulla quale era il Nome di Dio Onnipotente; esso rese notevoli servizi quando re Salomone aveva costruito il tempio di Gerusalemme. Un giorno re Salomone gli chiese sul motivo per cui Dio si fosse servito degli shedim per punire gli egizi come si era servito di angeli a favore del popolo ebraico, volendo sapere in che modo uno shed (il testo afferma che gli shedim dimorano sulla Terra e sanno volare) è superiore ad un angelo; lo shed gli chiese il suo (di re Salomone) anello con il tetragramma biblico e di slegarlo (lo shed). Re Salomone lo fece e subito si sentì afferrare dallo shed e scagliato ad una distanza di 400 parsa. Lo shed si sedette sul trono di re Salomone; lontano il re, trovandosi in un villaggio, chiese aiuto svelando chi era, ma non gli credettero sino a quando giunse al Sinedrio che, interrogato il suo consigliere, capì. Chiesero alle donne di controllare i piedi qualora il re Salomone fosse andato presso di loro perché il piede di uno shed assomiglia a quello di un gallo (Dio non terminò infatti queste creature perché stava giungendo lo Shabbat durante la Creazione); poi seppero che re Salomone copriva i suoi piedi. Lo accompagnarono al palazzo facendogli riavere la collana e l'anello e, quando entrò nella sala del trono, quando vide cosa aveva tra le mani Eshmade fu colto da terrore e volò via; da quel momento re Salomone fece circondare il proprio letto da 60 prodi, sapienti di Torah esperti di essa tutta e contro lo Yetzer ha-ra: ciascuno padroneggiava una particolare Massekhet (trattato del Talmud). (Bemidbar Rabbah 11, 9; Talmud Ghittin 68, secondo i commentatori; Rut Rabbah 5, 6).
Già anche Nachmanide, come fondamento della fede ebraica, spiega come il popolo ebraico rivolge la propria tefillah a Dio.
- Re Salomone fu zaddiq ed ebbe Ruach haQodesh e Profezia, infatti la sua saggezza, Chokhmah, deriva da Dio.

## Salomone nella cultura di massa
- Le miniere di re Salomone, libro di Henry Rider Haggard (1885);
- Salomone e la regina di Saba, film di King Vidor (1959);
- Salomone, film di Roger Young (1997);
- The Librarian 2 - Ritorno alle miniere di Re Salomone, film di Jonathan Frakes (2006);
- L'anello di Salomone, romanzo fantasy di Jonathan Stroud (2010);
- King Solomon and the 72 Names of God, canzone dei Luca Turilli's Rhapsody (2015);
- Salomone è uno dei personaggi narrati nel manga Magi The Labirinth of Magic;
- Salomone è l'antagonista principale della prima parte del gioco Fate/Grand Order;
- Salomone (ritratto in sembianze che ricordano quelle del sovrano di Toscana Cosimo I) è ritratto nel sigillo dell'Università degli Studi di Firenze.

### Riferimenti
1. ↑  I libro dei Re, 14, 21.
2. ↑  (EN) Divided Kingdom, United Critics, su Biblical Archaeology Society, 2 luglio 2014. URL consultato il 29 aprile 2021.
3. 1 2   William G. Dever, What Did the Biblical Writers Know and When Did They Know It? What Archaeology Can Tell Us About the Reality of Ancient Israel, Eerdmans Pub Co, 2002.
4. 1 2  (EN) William G. Dever, Has Archaeology Buried the Bible?, Wm. B. Eerdmans Publishing, 18 agosto 2020, ISBN 978-1-4674-5949-5. URL consultato il 2 maggio 2021.
5. 1 2  (EN) William G. Dever, Beyond the Texts: An Archaeological Portrait of Ancient Israel and Judah, SBL Press, 3 novembre 2017, ISBN 978-0-88414-217-1. URL consultato il 2 maggio 2021.
6. 1 2  (EN) Amihai Mazar, Archaeology and the Bible: Reflections on Historical Memory in the Deuteronomistic History, in Congress Volume Munich 2013,  pp. 347-369. URL consultato il 2 maggio 2021.
7. 1 2  (EN) K. A. Kitchen, On the Reliability of the Old Testament, Wm. B. Eerdmans Publishing, 9 giugno 2006, ISBN 978-0-8028-0396-2. URL consultato il 2 maggio 2021.
8. ↑   1Cr 22,9, su La Parola - La Sacra Bibbia in italiano in Internet.
9. ↑  (EN) Bibbia di Re Giacomo, edita nel 1611: Wisdom of Solomon, capitolo 2, versi 12 e da 17 a 20, su kingjamesbibleonline.org (archiviato il 28 giugno 2012).
10. ↑  (EN) Marty E. Stevens, Temples, tithes, and taxes: the temple and the economic life of ancient Israel, Hendrickson Publishers, 2006,  p. 3, ISBN 1-56563-934-0.
11. ↑   1Re 6,1, su La Parola - La Sacra Bibbia in italiano in Internet.
12. ↑   1Re 6,38, su La Parola - La Sacra Bibbia in italiano in Internet.
13. ↑   Gv 2,19, su La Parola - La Sacra Bibbia in italiano in Internet.
14. ↑  (EN) Thomas L. Thompson, The Mythic Past: Biblical Archaeology And The Myth Of Israel, Basic Books, 5 agosto 2008, ISBN 978-0-7867-2517-5. URL consultato il 2 maggio 2021.
15. ↑  (EN) Israel Finkelstein e Neil Asher Silberman, The Bible Unearthed: Archaeology's New Vision of Ancient Israel and the Origin of Sacred Texts, Simon and Schuster, 6 marzo 2002, ISBN 978-0-7432-2338-6. URL consultato il 2 maggio 2021.
16. ↑  (EN) Israel Finkelstein e Neil Asher Silberman, David and Solomon: In Search of the Bible's Sacred Kings and the Roots of the Western Tradition, New York, Free Press, 2006.
17. ↑  Mario Liverani, Oltre la Bibbia. Storia antica di Israele, Laterza, 2003, pp. 110-113, ISBN 978-88-420-9841-6. Cfr anche: Israel Finkelstein e Neil Asher Silberman, Le tracce di Mosè. La Bibbia tra storia e mito, Carocci, 2002, pp. 137-159, ISBN 978-88-430-6011-5.
18. ↑  La Bibbia, Edizioni Paoline, 1991, p. 528, ISBN 88-215-1068-9.
19. ↑  Cfr: Brown, 2002, pp. 481-482, 216-219, 488; Bibbia TOB, Elle Di Ci Leumann, 1997, pp. 614, 627, ISBN 88-01-10612-2; La Bibbia, Edizioni Paoline, 1991, p. 493, ISBN 88-215-1068-9;
20. ↑  Come evidenziato dagli studiosi del Nuovo Grande Commentario Biblico (Brown, 2002, p. 219).
21. ↑  Come evidenziato dall'archeologo israeliano Israel Finkelstein (Israel Finkelstein e Neil Asher Silberman, Le tracce di Mosè. La Bibbia tra storia e mito, Carocci, 2002, p. 143, ISBN 978-88-430-6011-5.).
22. ↑  Libri dei Re  1Re 3,16-28, su laparola.net.
23. ↑  Ad esempio: 1re10,23-24, su laparola.net..
24. ↑  Cfr anche: Israel Finkelstein e Neil Asher Silberman, Le tracce di Mosè. La Bibbia tra storia e mito, Carocci, 2002, pp. 142-143, ISBN 978-88-430-6011-5; Mario Liverani, Oltre la Bibbia. Storia antica di Israele, Laterza, 2007, pp. VII-IX, 37-38, 59-87, 109-116, 134-135, 154-156, 193-198, 275-398, ISBN 978-88-420-7060-3, AAVV, Personaggi della Bibbia, TCI, 2014, p. 206, ISBN 978-88-365-64972; Ivana Zingariello e Giorgio Gabbi, La Bibbia è piena di bugie?, in Quark, nº 50, marzo 2005, pp. 79-87.
25. ↑  Come riporta ancora la rivista "Haaretz" ( "Is The Bible a true story?" - Haaretz URL, su haaretz.com (archiviato il 24 ottobre 2017).).Cfr anche la sezione "Stato attuale della ricerca" alla voce "Archeologia biblica".
26. ↑   1Re10,1-13; 2Cro9,1-12, su laparola.net..
27. ↑  Brown, 2002, pp. 218-219, 488.
28. ↑  Brown, 2002, p. 585.
29. ↑  Bibbia TOB, Elle Di Ci Leumann, 1997, p. 1534, ISBN 88-01-10612-2.
30. ↑  Cfr: Bibbia di Gerusalemme, EDB, 2011, pp. 1473-1475, 1451-1453, 1496, ISBN 978-88-10-82031-5.
31. ↑  La Bibbia, Edizioni Paoline, 1991, p. 994, ISBN 88-215-1068-9.
32. ↑  Cfr: Bibbia di Gerusalemme, EDB, 2011, pp. 1202, 1291, ISBN 978-88-10-82031-5; Brown, 2002, pp. 682-683, 715; Bibbia TOB, Elle Di Ci Leumann, 1997, p. 1236, ISBN 88-01-10612-2.
33. ↑  (EN) Elon Gilad, Forse che Salomone era in grado di calcolare π?, su haaretz.com, 14 marzo 2014. URL consultato il 17 gennaio 2019 (archiviato il 25 maggio 2018).
«Biblical Hebrew didn’t have words for fractions with the exception of half, third and quarter.»
34. ↑   1Re 7:23, su La Parola - La Sacra Bibbia in italiano in Internet.
35. ↑  (EN) Bibbia di re Giacomo.Libro dei Re, capitolo 7, verso 23, su kingjamesbibleonline.org, 1611 (archiviato il 2 luglio 2013).
36. ↑   Selezione di articoli di Wikipedia relativi al primo libro geometrico ebraico, su en.academic.ru. URL consultato il 18 gennaio 2019 (archiviato il 18 gennaio 2019)., tratti da Wikipedia. In particolare, si segnala quello di Rabbi Nehemiah
37. ↑  Libro dei Proverbi, 10, 19
38. ↑  Libro dei Proverbi, 22, 1